# ヴェーザータール
ヴェーザータール (ドイツ語: Wesertal) は、ドイツ連邦共和国ヘッセン州カッセル行政管区のカッセル郡に属す町村である。この町は2000年1月1日にオーバーヴェーザーとヴァールスブルクとが合併して成立した。

## 地理
ヴェーザータールはヘッセン州最北部のヴェーザー川沿い、ハン・ミュンデンとバート・カールスハーフェンとの間に位置している。北にはゾリング、南西にはブラムヴァルト、ヴェーザー川左岸にはラインハルトの森がそびえている。町域の北部でシュヴュルメ川がヴェーザー川に注いでいる。
自治体ヴェーザータールは、アーレンボルン、ゲヴィッセンルー、ギーゼルヴェルダー、ゴッツトロイ、ハイゼベック、リッポルツベルク、エーデルスハイム、フェルナヴァールスハウゼンの各地区からなる。
ヴェーザータールは、西は市町村に属さない森グーツベツィルク・ラインハルツヴァルトに接する。これ以外の隣接する市町村はいずれもヘッセン州の自治体ではなく、ニーダーザクセン州に属している。北はボーデンフェルデおよび市町村に属さないゾリング地区、北東はウスラー（以上、ノルトハイム郡）、東はアーデレプゼン（ゲッティンゲン郡）およびウスラーの飛び地であるフュステンハーゲン地区、南はハン・ミュンデン（ゲッティンゲン郡）と境を接している。

## 歴史
2018年10月28日、ヘッセン州州議会議員選挙と並行して、町村合併を問う住民投票が行われた。オーバーヴェーゼー住民の 70.26 %、ヴァールスブルク住民の 74 % が合併に賛成した。これによりヴェーザータールは、オーデンヴァルトのオーバーツェントに次いで、1970年代のヘッセン州の市町村再編以降 2番目に形成された新町村である。
合併の理由は人口減少（過去十年間にオーバーヴェーザーで約 11 %、ヴァールスブルクで約 15 % 減少していた）で、これは高額のインフラ費用によって街の財政が空になっていたことを意味している。合併以前、両自治体はコスト削減のために財務部門、建設資材置き場、戸籍役場を統合していた。ヘッセン州は、合併手続きの開始だけで 53万ユーロを投入し、さらなる資金を供与した。
新しい自治体の名称の候補は、オーバーヴェーザー＝ヴァールスブルク、ヴァールスヴェーザー、オーバーヴェーザーブルク、オーバーヴェーザータールがあった。

## 行政

### 紋章と旗
ヴェーザータールの紋章として旧オーバーヴェーザーの紋章が採用された。図柄は、青地に、銀と赤が9回入れ替わるストライプに塗り分けられた獅子。その前足で金の魚をつかんでいる。
旗は、1:3:1の幅で赤-白-赤に塗り分けられており、中央に町の紋章が配されている。

## 経済と社会資本

### 交通
ヴェーザータールは、連邦道 B80号線沿いに位置している。
フェルナヴァールスハウゼン地区には、鉄道ゲッティンゲン - ボーデンフェルデ線の駅がある。